# Sturmgeschütz-Brigade 905
De Sturmgeschütz-Abteilung 905 / Sturmgeschütz-Brigade 905 / Heeres-Sturmgeschütz-Brigade 905 / Heeres-Sturmartillerie-Brigade 905 was tijdens de Tweede Wereldoorlog een Duitse Sturmgeschütz-eenheid van de Wehrmacht ter grootte van een afdeling, uitgerust met gemechaniseerd geschut. Deze eenheid was een zogenaamde Heerestruppe, d.w.z. niet direct toegewezen aan een divisie, maar ressorterend onder een hoger commando, zoals een legerkorps of leger.
Deze Sturmgeschütz-eenheid kwam in actie aan het oostfront, werd vernietigd in augustus 1944 in Moldavië en kwam nog kort in actie in 1945 aan het westfront,

## Krijgsgeschiedenis

### Sturmgeschütz-Abteilung 905
Sturmgeschütz-Abteilung 905 werd opgericht in Jüterbog op 15 december 1942. De Abteilung was eerst gestationeerd in Frankrijk in maart 1943, als deel van het 7e Leger. Op 10 april 1943 werd de Abteilung in Frankrijk op transport gesteld naar het oostfront. Voor de Slag om Koersk in juli 1943 maakte de Abteilung deel uit van de zuidelijke arm, als deel van Korps Raus. De Abteilung bleef deel van de Armee-Abteilung Kempf, later 8e Leger het volgend halve jaar, tijdens de terugtocht na het mislukken van het Duitse offensief, de terugtocht naar de Dnjepr en de hevige gevechten rond Krementsjoek en Kirovograd.
Op 14 februari 1944 werd de Abteilung omgedoopt in Sturmgeschütz-Brigade 905.

### Sturmgeschütz-Brigade 905
De omdoping in Sturmgeschütz-Brigade betekende echter geen organisatorische verandering, de samenstelling bleef gelijk. Vanaf begin 1944 begon de terugtocht uit Oekraïne en de brigade trok mee naar Moldavië.
Op 10 juni 1944 werd de brigade omgedoopt in Heeres-Sturmgeschütz-Brigade 905.

### Heeres-Sturmgeschütz-Brigade 905
De omdoping in Sturmgeschütz-Brigade betekende echter geen organisatorische verandering, de samenstelling bleef gelijk. Op 20 augustus 1944, bij het begin van het Sovjet Iași-Chisinau offensief, was de brigade reserve bij Armeegruppe Wöhler, maar beschikte op dat moment over geen enkel Sturmgeschütz. Tegen eind augustus 1944 was de brigade vernietigd bij Iași.

### Heeres-Sturmartillerie-Brigade 905
De brigade werd nu heropgericht in Neiße als Heeres-Sturmartillerie-Brigade in en kreeg een Begleit-Grenadier-Batterie,  vanaf 23 november 1944. De brigade kwam pas weer in actie begin 1945, maar nu aan het westfront, bij het 5e Pantserleger, in de gevechten in de Eifel en langs de Rijn. Daarna zijn er nog weinig meldingen van de brigade, slechts een in het Westerwald en op 5 april 1945, aangevende dat de brigade geen Sturmgeschützen bezat, maar wel 10 stuks Jagdpanzer 38(t).

### Einde
De Sturmgeschütz-Brigade 905 capituleerde in mei 1945 aan het westfront.

## Samenstelling
- Staf
- 1e Batterij
- 2e Batterij
- 3e Batterij
- Begleit-Grenadier-Batterie, ofwel een compagnie begeleidingssoldaten, vanaf 23 november 1944

## Commandanten
| Rang  | Naam             | Begin           | Eind |
| ----- | ---------------- | --------------- | ---- |
| Major | Jobst Veit Braun | 1 februari 1944 |      |
| Major | Erich Schröder   | 15 maart 1945   |      |